# Atmosfera di Callisto
Callisto ha un'atmosfera molto tenue, composta da anidride carbonica, e una pressione superficiale stimata intorno ai  7,5×10−12 bar e una densità di 4×108 cm−3.

## Caratteristiche
La composizione atmosferica venne rilevata attraverso lo spettrometro nel vicino infrarosso a bordo della sonda Galileo. Poiché un'atmosfera del genere dovrebbe essere perduta dal satellite in circa 4 giorni, deve esistere un meccanismo che la reintegra costantemente, probabilmente la sublimazione del ghiaccio di anidride carbonica presente sulla superficie ghiacciata di Callisto, ipotesi compatibile, tra l'altro, con la formazione delle striature brillanti presenti sulla superficie.
La ionosfera di Callisto è stata rilevata durante i sorvoli ravvicinati della luna effettuati dalla sonda Galileo; gli elevati valori di 7–17×104 cm−3 misurati per la densità elettronica non possono essere spiegati soltanto dalla fotoionizzazione dell'anidride carbonica presente nell'atmosfera. Di conseguenza, si ritiene attualmente che l'atmosfera di Callisto sia in realtà dominata dall'ossigeno molecolare (presente in quantità 10-100 volte superiori rispetto alla CO2). Tuttavia, l'ossigeno non è stato ancora direttamente rilevato nell'atmosfera di Callisto. Le osservazioni del Telescopio spaziale Hubble pongono un limite superiore alla sua possibile concentrazione, basato sulla mancanza della sua rilevazione, ancora compatibile con le misurazioni nella ionosfera. Il Telescopio spaziale è riuscito invece ad individuare ossigeno condensato ed intrappolato sulla superficie della luna.